# 小约翰·帕克斯顿
小约翰·帕克斯顿 （英語：John M. Paxton, Jr.，1951年6月25日—），美国海军陆战队上将，现为33任美国海军陆战队副司令。